# Cerimonia di apertura dei Giochi della XXXIII Olimpiade

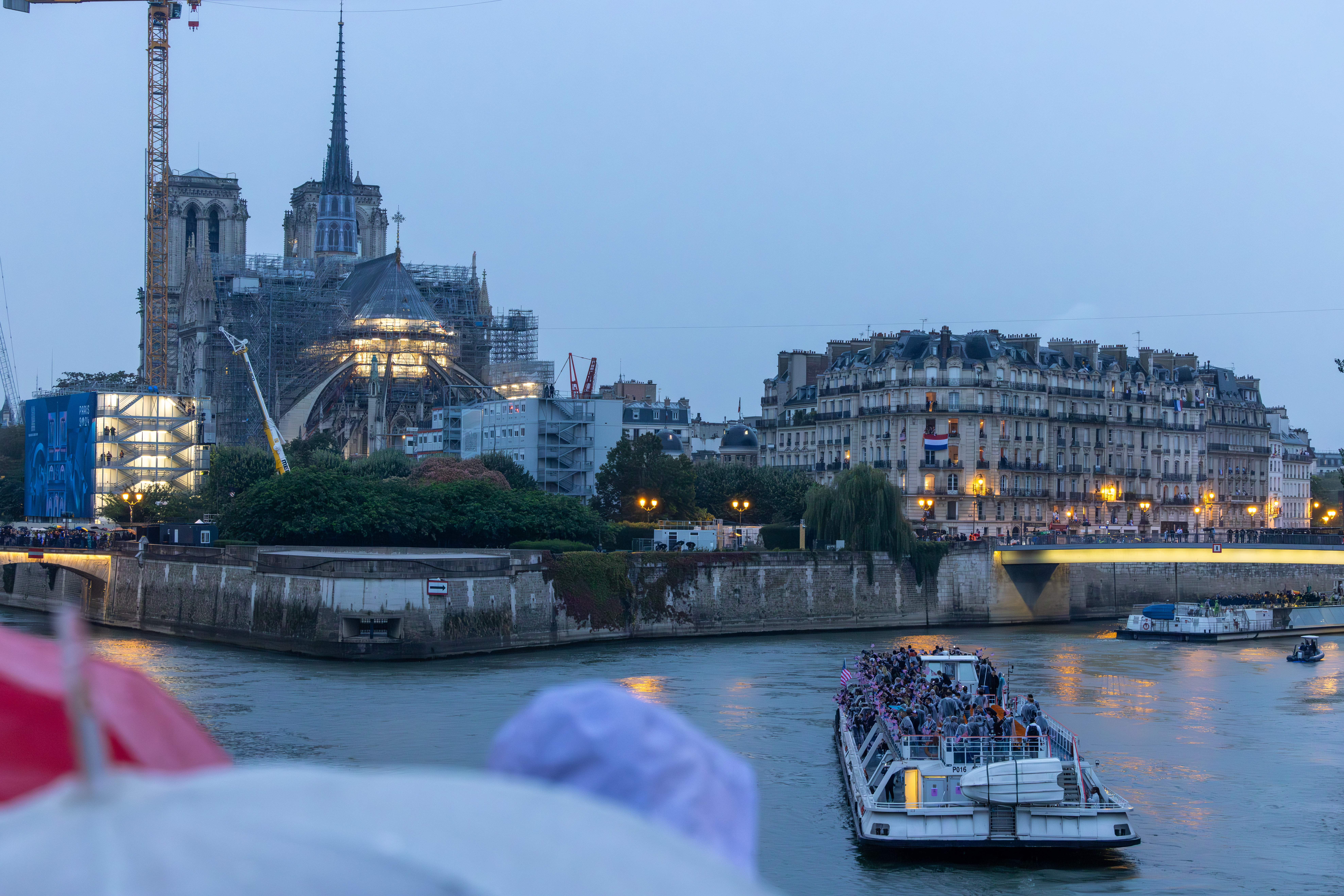
Veduta di Notre Dame de Paris e dell'Île de la Cité durante la sfilata delle nazioni sulla Senna

La cerimonia di apertura dei Giochi della XXXIII Olimpiade si è svolta il 26 luglio 2024 a partire dalle ore 19:30 (UTC+2) lungo il fiume Senna a Parigi. Come previsto dalla Carta Olimpica, l'evento ha compreso sia la cerimonia formale d'apertura, cioè i discorsi di benvenuto, il sollevamento delle bandiere e la sfilata degli atleti, sia uno spettacolo artistico sulla cultura del Paese ospitante. Si è trattato della prima volta nella storia dei Giochi di una cerimonia di apertura svoltasi interamente all'esterno dello stadio.

## Preparativi

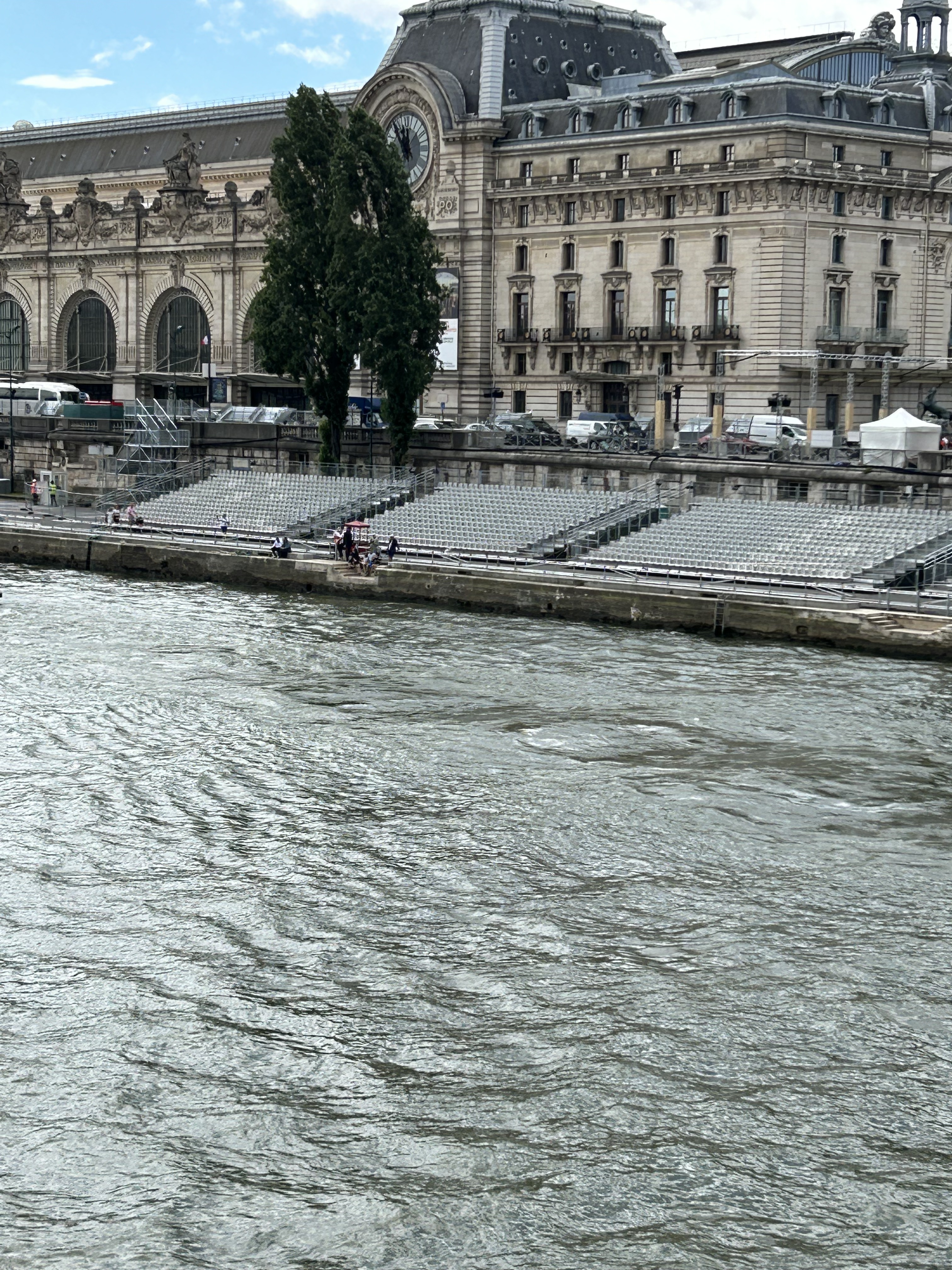
Gli spalti montati davanti al Museo d'Orsay.

Le prove si sono svolte nei mesi precedenti l'inizio dell'Olimpiade, in alcuni casi in luoghi diversi e in assenza di pubblico, mentre in altri casi nelle location previste per la cerimonia. Le prime riprese di prova sono state effettuate a settembre 2023 e la copertura dell'evento è avvenuta con l'utilizzo di 130 telecamere, mentre lungo il corso della Senna sono stati allestiti 80 maxischermi.
Inizialmente era prevista la partecipazione di 100.000 spettatori paganti lungo le banchine inferiori del fiume e altri 500.000 spettatori non paganti nei dintorni della Senna. Tuttavia, su suggerimento di Amélie Oudéa-Castéra, Ministro dello Sport, il numero è stato ridotto, portandolo a circa 300.000/400.000 persone non paganti, per ridurlo ulteriormente a 300.000 mila, per ragioni di sicurezza, a novembre 2023. Gli spalti per il pubblico si estendevano dalla Bibliothèque François Mitterrand alla Torre Eiffel.
Il comitato organizzatore ha previsto tra i 6.000 e gli 8.000 membri dello staff per la cerimonia di apertura, circa 3.000 artisti e 45.000 persone coinvolte nelle esibizioni in acqua, aria e terra, ai quali si aggiungono circa 2.000 agenti di sicurezza e membri delle forze dell'ordine.
Le delegazioni degli atleti hanno sfilato su imbarcazioni dal Pont d'Austerlitz al Pont d'Iéna, di fronte alla Torre Eiffel. Erano presenti circa 160 barche e chiatte per il trasporto deli atleti, delle troupe televisive e delle squadre di sicurezza.
A marzo 2024 è stato ufficializzato il numero complessivo di biglietti per la cerimonia di apertura: 326.000, di cui 104.000 a pagamento per la parte bassa delle rive della Senna e altri 222.000 gratuiti, riservati alle persone con basso reddito, associazioni sportive, giovani e volontari, per la parte superiore delle rive del fiume.
Le prove generali, inizialmente previste per il 24 giugno 2024, sono state posticipate a causa delle forti correnti della Senna e si sono svolte il 16 luglio.

### Misure di sicurezza
Ad aprile 2024 è stato annunciato che tutti gli edifici con un affaccio sulla Senna sarebbero stati dotati di difese antiterroristiche. Diverse zone vicine al fiume, alle stazioni della metropolitana e ai musei circostanti, tra cui il Museo del Louvre, il Museo d'Orsay e il Musée des Arts Décoratifs, sono state chiuse al pubblico.
I ponti sono stati chiusi al traffico a partire dal 18 luglio 2024, mentre durante la cerimonia è stato chiuso lo spazio aereo per un raggio di 140 km dall'evento e sono stati ingaggiati 45.000 agenti di sicurezza, tra cui oltre 2.000 poliziotti stranieri.

## Team artistico della cerimonia
- Direttore artistico: Thomas Jolly
- Direttore musicale: Victor Le Masne
- Coreografo: Maud Le Pladec
- Direttrice per i costumi: Daphné Bürki
- Capo costumista: Olivier Bériot
- Sceneggiatori: Patrick Boucheron, Damien Gabriac, Fanny Herrero, Leïla Slimani

## Programma
Il programma era suddiviso in dodici capitoli tematici: Enchanté, Synchronicité, Liberté, Egalité, Fraternité, Sororité, Sportivité, Festivité, Obscurité, Solidarité, Solennité ed Éternité.
1 Prologo
2 Enchanté
3 Synchronicité
4 Liberté
5 Égalité
6 Fraternité
7 Sororité
8 Sportivité
9 Festivité
10 Obscurité
11 Solidarité
12 Solennité
13 Éternité
14 Epilogue

### Prologo
La cerimonia inizia con un'introduzione umoristica registrata in cui il comico francese Jamel Debbouze porta la torcia olimpica all'interno dello Stade de France, che scopre deserto. Interviene quindi il calciatore Zinédine Zidane che prende la torcia e si lancia in una corsa per le vie di Parigi fino a una stazione della metropolitana dove, dopo aver acquistato un biglietto, prende un treno che subito dopo la partenza subisce un guasto e si ferma. A questo punto la fiaccola viene consegnata a un gruppo di ragazzini sulla banchina della stazione, che partono in una corsa nei sotterranei di Parigi, passando dalle catacombe e dalle fogne di Parigi dove incontrano un tedoforo mascherato che li raggiunge con una barca a remi e li fa salire a bordo. Questo tedoforo mascherato, che appare tra i dipinti, sulla Senna e sui tetti di Parigi, funge da fil rouge per tutta la cerimonia: la figura misteriosa rende omaggio a diversi personaggi mascherati della cultura francese, come Il Fantasma dell'Opera, Belfagor, la Maschera di Ferro, Fantômas, Arsenio Lupin e i protagonisti della serie Assassin's Creed sviluppata dall'azienda francese Ubisoft. 
A questo punto l'inquadratura si sposta sulle immagini in diretta dal Trocadéro, dove vengono presentati il presidente della Repubblica francese Emmanuel Macron e il presidente del Comitato Olimpico Internazionale Thomas Bach. Nel frattempo la torcia olimpica continua il suo viaggio in barca fino ad arrivare sulla Senna, dove il Pont d'Austerlitz viene colorato, tramite giochi pirotecnici, con i colori della bandiera della Francia.

### Enchanté

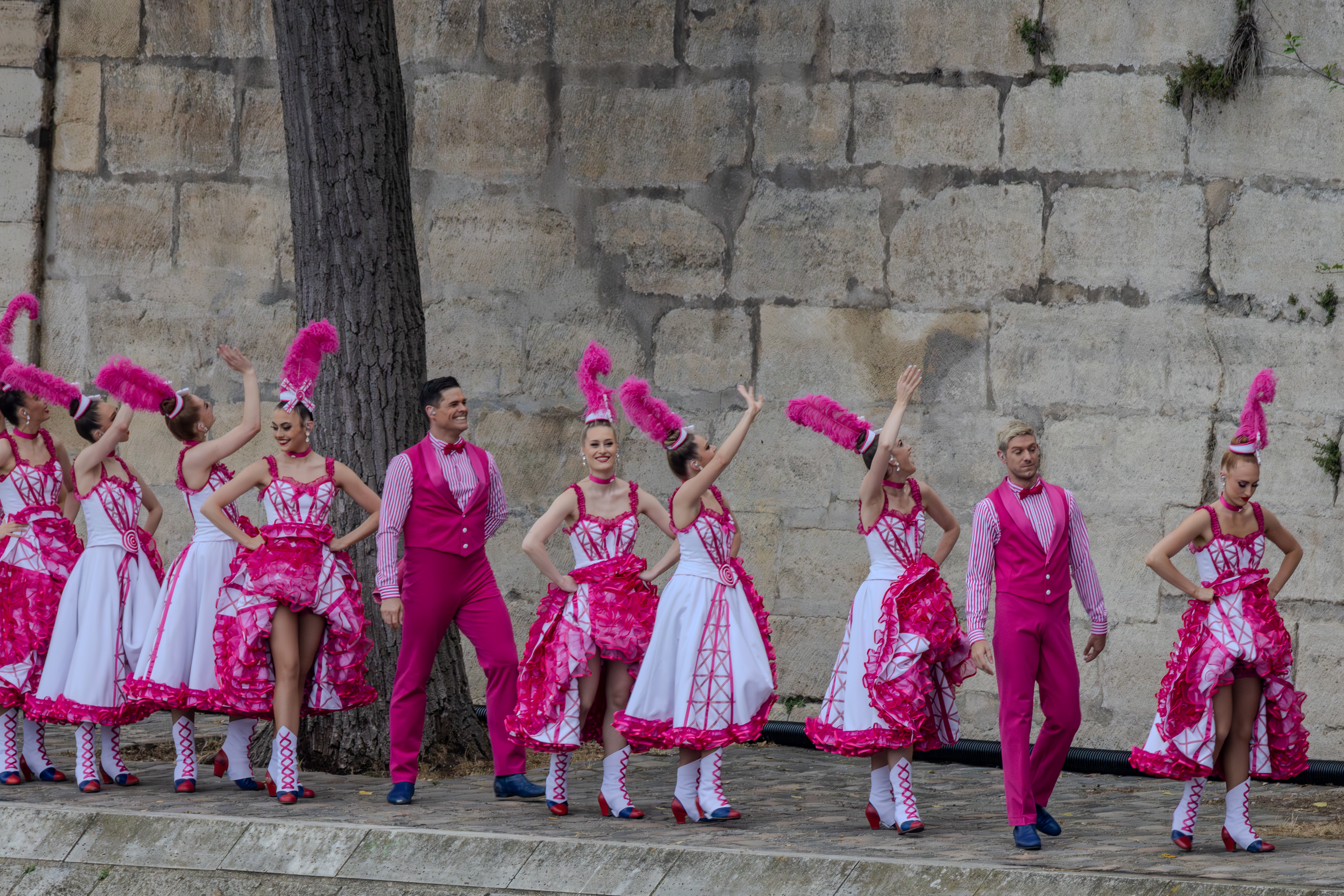
Ballerini del Moulin Rouge alla cerimonia

Ha inizio la sfilata delle prime 18 delegazioni, a partire dalla Grecia, come da tradizione, accompagnate da uno spettacolo di fontane danzanti. Tutte le delegazioni sfilano a bordo di Bateau-mouche e di altre imbarcazioni lungo il fiume, in ordine alfabetico sulla base delle denominazioni in francese dei diversi Paesi.
Si passa quindi a un momento di spettacolo, con Lady Gaga che interpreta Mon truc en plume, resa celebre dalla soubrette Zizi Jeanmaire, su una scalinata dorata sulla riva della Senna.
Riprende quindi la sfilata delle successive 23 delegazioni, accompagnata da ballerini e acrobati sulle rive del fiume e intervallata da immagini del tedoforo mascherato che corre e salta sui tetti di Parigi. Al termine un gruppo di ballerini e ballerine vestiti di rosa si esibisce in un can-can sulle note del Galop infernal dell'operetta Orfeo all'inferno.

### Synchronicité
Il secondo capitolo della cerimonia si apre con il tedoforo mascherato che arriva sui tetti della Cattedrale di Notre-Dame, dove si trovano ancora le impalcature per i lavori di ristrutturazione avviati in seguito all'incendio del 2019. 420 persone danzano sulle note di una musica composta da Victor le Masne riprendendo i suoni del cantiere, come omaggio agli operai del cantiere di restauro e in generale ai lavoratori dell'artigianato e dell'arte francese. Le danze si svolgono sull'Île de la Cité e la sequenza mette in risalto anche la creazione delle medaglie olimpiche che contengono parti della Torre Eiffel (alla Monnaie de Paris) e la realizzazione delle borse Louis Vuitton. Partecipano a questa sequenza anche il Danseur Étoile del Balletto dell'Opéra di Parigi Guillaume Diop e i campioni olimpici Martin Fourcade e Michael Phelps.
Il tedoforo mascherato entra quindi nel Théâtre du Châtelet dove è in scena il musical Les Misérables, dando inizio al terzo atto: Liberté.

### Liberté
Questo capitolo si apre con un'attrice che interpreta Maria Antonietta d'Asburgo-Lorena decapitata, affacciata a una finestra della Conciergerie, dove fu imprigionata. Dalle finestre del palazzo si esibisce la band death metal Gojira accompagnata dal coro dell'Orchestre de Paris in un tributo alla Rivoluzione francese, che cede poi il posto alla soprano Marina Viotti che, su una scenografia semovente a forma di barca, interpreta l'Habanera dalla Carmen di Georges Bizet. Nel frattempo alcuni ballerini nella Biblioteca nazionale di Francia si esibiscono con alcuni capisaldi della letteratura francese classica e contemporanea in un'esaltazione dell'amore in tutte le sue forme, includendo i temi LGBT e il poliamore, mentre all'esterno si esibiscono gli acrobati della compagnia XY e i circensi della compagnia Gratte-Ciel, insieme al funambolo Nathan Paulin. La sequenza si chiude con un grande cuore disegnato nei cieli plumbei di Parigi.

### Egalité
Cambia la location e si passa al Pont des Arts, dove il coro della Guardia repubblicana esegue For me formidable del cantautore Charles Aznavour davanti all'Institut de France. Mentre la banda della Guardia repubblicana avanza sul ponte, il tedoforo mascherato accende giochi pirotecnici che vanno ad illuminare il ponte e l'Institut de France, dal quale esce la cantante Aya Nakamura che si esibisce con il brano Pookie e un arrangiamento di For me formidable e della sua hit Djadja, accompagnata dal coro e dalla banda della Guardia repubblicana.

### Fraternité
Il quinto atto si apre con il tedoforo mascherato che, sempre tenendo in mano la fiaccola olimpica, cammina per i corridoi del Museo del Louvre, fermandosi per un istante ad ammirare la Nike di Samotracia e proseguendo il suo cammino mentre sculture e dipinti lo seguono con lo sguardo, quando ad un certo punto i personaggi ritratti in alcuni dipinti escono dai quadri e, sulle note della Danza Macabra di Camille Saint-Saëns, corrono per affacciarsi a una delle finestre che danno sulla Senna, dove riprende la presentazione delle delegazioni che sfilano sul fiume circondate da alcune opere del Louvre che affiorano dalle acque. Le 27 delegazioni sfilano accompagnate dalle note del pianista Alexandre Kantorow che suona Jeux d'eau di Maurice Ravel sotto una pioggia battente.
La cerimonia torna all'interno del Louvre, dove, mentre i personaggi dei dipinti erano intenti a seguire la parata delle delegazioni, il tedoforo mascherato si accorge dell'assenza della Gioconda e della presenza di un tunnel scavato proprio di fronte alla parete che ospitava l'opera. La sfilata delle delegazioni prosegue con altre 24 squadre, dal Gambia alla Giamaica.
Sui tetti del Museo d'Orsay il tedoforo mascherato corre fino ad entrare dietro a uno dei grandi orologi, dove inizia un omaggio all'arte cinematografica e in particolare ai fratelli Lumière e a Georges Méliès con riferimenti alla letteratura francese per ragazzi con Il piccolo principe di Antoine de Saint-Exupéry, il tutto accompagnato dalle note di L'apprendista stregone di Paul Dukas. Appare dunque un satellite artificiale, all'interno del quale due astronauti guardano, attraverso uno schermo, un periscopio giallo che si scopre appartenere a un sottomarino all'interno del quale un gruppo di Minions sta praticando goffamente diverse discipline sportive. Qui si scopre che erano loro i responsabili del furto della Gioconda. Un maldestro minion giavellottista inizia a centrare con l'attrezzo dei bersagli disegnati sulle pareti del sottomarino, provocando diverse falle che ne causano l'affondamento e portano la Gioconda ad affiorare sulla superficie della Senna, nei pressi del Ponte Alessandro III.
Qui, sul tetto del Grand Palais, la mezzosoprano Axelle Saint-Cirel canta La Marsigliese, inno nazionale francese, vestita con un abito rosso, bianco e blu di Christian Dior. Inizia quindi il sesto capitolo.

### Sororité
L'atto si apre con l'emersione da alcuni basamenti posti sulla Senna delle statue dorate di dieci donne francesi pioniere nei rispettivi campi. Si tratta di Olympe de Gouges, Alice Milliat, Gisèle Halimi, Paulette Nardal, Jeanne Barret, Christine de Pizan, Louise Michel, Alice Guy, Simone Veil e Simone de Beauvoir (la statua di quest'ultima non si è alzata durante la cerimonia). Dopodiché Axelle Saint-Cirel canta la seconda parte della Marsigliese, accompagnata da un coro.

### Sportivité
Riprende la sfilata di altre 43 delegazioni, mentre su alcune piattaforme galleggianti dei ballerini si esibiscono in una scenografia che richiama i giardini di Versailles. Il controtenore polacco Jakub Józef Orliński interpreta poi un brano barocco di Jean-Philippe Rameau, seguito dal rapper francese Rim'K che interpreta il suo brano King.

### Festivité
L'ottava sequenza inizia con un omaggio alla moda francese e alle sfilate sulla Passerelle Debilly: qui sfilano diversi modelli e modelle, tra cui la schermitrice paralimpica Bebe Vio, che indossano abiti realizzati da giovani stilisti francesi.
Mentre prosegue la sfilata di moda sulla Passerelle Debilly, altre 67 delegazioni sfilano sulla Senna seguite, in chiusura della parata, da Australia e Stati Uniti d'America, i  Paesi organizzatori delle due successive edizioni dei Giochi, rispettivamente quelle di  Brisbane 2032 e Los Angeles 2028.
Il tedoforo mascherato, intanto, si porta sulla Passerelle Debilly e le immagini passano a Tahiti, dove si svolgeranno le gare di surf, e dove vengono salutati gli atleti che hanno già raggiunto le spiagge dell'isola. L’ultima delegazione a sfilare sulla Senna è la Francia, come da tradizione, in qualità di Paese ospitante.
The Final Countdown introduce un omaggio all'Unione Europea con le stelle della bandiera europea che ruotano intorno alla Torre Eiffel. Dopo che la scritta Unie dans la diversité (Unita nella diversità, motto dell'Unione europea), compare sugli schermi, sulla Passerelle Debilly e su una chiatta che passa proprio sotto il ponte si esibiscono alcune drag queen e ballerini sulle note di brani dance tra cui Freed from Desire, Stereo Love e Sandstorm.
Il cantante Philippe Katerine, seminudo e dipinto interamente d'azzurro interpreta Dioniso eseguendo il brano Nu al centro di un tavolo con le drag queen alle spalle.

### Obscurité
Il tema dell'Obscurité prosegue la linea del capitolo precedente, con una musica più cupa e danze più frenetiche. Mentre il pavimento a LED della chiatta mostra immagini di diverse calamità climatiche come siccità, inondazioni e incendi, i ballerini crollano a terra, uno dopo l'altro. Col fiume e la Torre Eiffel sullo sfondo completamente bui, su un'imbarcazione Juliette Armanet, accompagnata con un pianoforte in fiamme da Sofiane Pamart, interpreta Imagine di John Lennon. Il brano si chiude con l'apparizione in sovraimpressione della scritta We stand and call for peace (Ci alziamo e chiediamo la pace).

### Solidarité
Il tedoforo mascherato pone la bandiera olimpica sulle proprie spalle e diventa un cavaliere meccanico che, in sella a un cavallo anch'esso meccanico, corre al centro della Senna con la bandiera olimpica come mantello. Passano quindi in rassegna immagini di Pierre de Coubertin e di spezzoni d'archivio delle passate edizioni delle Olimpiadi, in un omaggio alla storia dei Giochi. Le bandiere di tutte le delegazioni sfilano ai piedi della Torre Eiffel e si schierano ai due lati del Pont d'Iéna sotto il quale cavallo e cavaliere passano facendo accendere due grandi ali. La cavalcata si conclude all'inizio del Pont d'Iéna, con il cavaliere, tornato umano e impersonato da Floriane Issert della Gendarmerie nationale, che indossa un'armatura splendente in sella ad un cavallo (reale) bianco. Cavallo e cavaliere sfilano lungo il ponte seguiti dalle bandiere delle 205 delegazioni. Arrivato al Trocadéro, il cavaliere smonta da cavallo e riceve un'altra bandiera olimpica che consegna a sua volta a quattro militari.
Accompagnata dall'Inno olimpico suonato dall'Orchestre national de France e cantato dal Chœur de Radio France e dal Maîtrise de Radio France, la bandiera a cinque cerchi viene issata alta sul pennone, erroneamente capovolta.

### Solennité
Il penultimo atto della cerimonia, anticipato dall'Inno olimpico, inizia con l'assegnazione dell'Alloro Olimpico a Filippo Grandi, Alto commissario delle Nazioni Unite per i rifugiati, mentre sfilano immagini di persone rifugiate che praticano sport.
Tony Estanguet, presidente del comitato organizzazione dei Giochi olimpici e paralimpici di Parigi 2024 e Thomas Bach, presidente del Comitato Olimpico Internazionale, danno il benvenuto agli atleti e al pubblico in francese e inglese, ringraziando anche i 45.000 volontari dei Giochi. Successivamente il presidente della Repubblica francese Emmanuel Macron dichiara aperti i Giochi della XXXIII Olimpiade con queste parole, in francese:
Il giuramento olimpico viene pronunciato dagli alfieri olimpici francesi Mélina Robert-Michon e Florent Manaudou, dall'allenatore Christophe Massina e da un'arbitro di lotta.
Fa quindi il suo ingresso il calciatore Zinedine Zidane che riceve la torcia olimpica dal tedoforo mascherato e la consegna a sua volta al tennista Rafael Nadal. 
La Torre Eiffel brilla di giochi di luce e a bordo di una barca Nadal, Carl Lewis, Serena Williams e Nadia Comăneci portano la torcia olimpica, mentre il ballerino sordo Shaheem Sanchez interpreta Supernature di Cerrone nella lingua dei segni francese.
La fiamma olimpica viene ora consegnata alla tennista Amélie Mauresmo, che corre sulla riva della Senna fino a passare la fiamma al cestista Tony Parker. Insieme corrono con la torcia olimpica davanti al Museo del Louvre e passano la torcia olimpica ai campioni paralimpici Nantenin Keïta, Alexis Hanquinquant e Marie-Amélie Le Fur, dando inizio all'ultimo capitolo della cerimonia di apertura.

### Éternité
Il gruppo di cinque atleti corre sotto l'Arco di Trionfo del Carrousel e consegna la torcia olimpica a l giocatore di pallamano Michaël Guigou. La torcia passa quindi nelle mani di Allison Pineau, Jean-François Lamour, Félicia Ballanger, Florian Rousseau, Émilie Le Pennec, David Douillet, Clarisse Agbegnenou, Alain Bernard, Laure Manaudou, Renaud Lavillenie, Laura Flessel e al centenario campione del ciclismo su strada Charles Coste, che consegna la fiamma olimpica ai due tedofori finali: il judoka Teddy Riner e la velocista Marie-José Pérec. I due portano le due torce olimpiche al grande braciere olimpico a forma di mongolfiera che, una volta accesa, si alza in volo al centro del giardino delle Tuileries.
Le immagini si spostano sulla Torre Eiffel, dove Celine Dion, accompagnata dal pianista Scott Price, canta Hymne à l'amour di Édith Piaf, seguita da alcune note della Marsigliese, che accompagnano la conclusione della cerimonia.

## Sfilata delle delegazioni
Hanno sfilato lungo la Senna 205 delegazioni. La prima è stata la Grecia, patria dei Giochi olimpici antichi, seguita dagli Atleti Olimpici Rifugiati, mentre l'ultima è stata la Francia, Paese ospitante della rassegna olimpica. Come già accaduto nell’edizione precedente, quest’ultima è stata preceduta dalle nazioni ospitanti le due successive edizioni dei Giochi, ovvero Australia (che ospiterà l’edizione di Brisbane 2032) e Stati Uniti d'America (che ospiterà l’edizione immediatamente seguente, Los Angeles 2028).
Le altre delegazioni hanno sfilato in ordine alfabetico sulla base alle denominazioni in francese dei diversi Paesi.
| Nº  | Delegazione               | Nome in francese                           | Portabandiera                    | Sport                          |
| --- | ------------------------- | ------------------------------------------ | -------------------------------- | ------------------------------ |
| 1   | Grecia                    | Grèce                                      | Giannīs Antetokounmpo            | Pallacanestro                  |
| 1   | Grecia                    | Grèce                                      | Antigoni Drisbioti               | Atletica leggera               |
| 2   | Atleti Olimpici Rifugiati | Équipe olympique de réfugiés               | Yahya Al Ghotany                 | Taekwondo                      |
| 2   | Atleti Olimpici Rifugiati | Équipe olympique de réfugiés               | Cindy Ngamba                     | Pugilato                       |
| 3   | Afghanistan               | Afghanistan                                | Sha Mahmood Noor Zahi            | Atletica leggera               |
| 3   | Afghanistan               | Afghanistan                                | Fariba Hashimi                   | Ciclismo                       |
| 4   | Sudafrica                 | Afrique du Sud                             | Akani Simbine                    | Atletica leggera               |
| 4   | Sudafrica                 | Afrique du Sud                             | Caitlin Rooskrantz               | Ginnastica                     |
| 5   | Albania                   | Albanie                                    | Zelimkhan Abakarov               | Lotta                          |
| 5   | Albania                   | Albanie                                    | Kaltra Meca                      | Nuoto                          |
| 6   | Algeria                   | Algérie                                    | Yasser Triki                     | Atletica leggera               |
| 6   | Algeria                   | Algérie                                    | Amina Belkadi                    | Judo                           |
| 7   | Germania                  | Allemagne                                  | Dennis Schröder                  | Pallacanestro                  |
| 7   | Germania                  | Allemagne                                  | Anna-Maria Wagner                | Judo                           |
| 8   | Andorra                   | Andorre                                    | Nahuel Carabaña                  | Atletica leggera               |
| 8   | Andorra                   | Andorre                                    | Mònica Dòria                     | Canoa/kayak                    |
| 9   | Angola                    | Angola                                     | Edmilson Pedro                   | Judo                           |
| 9   | Angola                    | Angola                                     | Azenaide Carlos                  | Pallamano                      |
| 10  | Antigua e Barbuda         | Antigua-et-Barbuda                         | Cejhae Greene                    | Atletica leggera               |
| 10  | Antigua e Barbuda         | Antigua-et-Barbuda                         | Joella Lloyd                     | Atletica leggera               |
| 11  | Arabia Saudita            | Arabie saoudite                            | Ramzy Al Duhami                  | Equitazione                    |
| 11  | Arabia Saudita            | Arabie saoudite                            | Donia Abu Talib                  | Taekwondo                      |
| 12  | Argentina                 | Argentine                                  | Luciano De Cecco                 | Pallavolo                      |
| 12  | Argentina                 | Argentine                                  | Rocío Sánchez Moccia             | Hockey su prato                |
| 13  | Armenia                   | Arménie                                    | Davit Chaloyan                   | Pugilato                       |
| 13  | Armenia                   | Arménie                                    | Varsenik Manucharyan             | Nuoto                          |
| 14  | Aruba                     | Aruba                                      | Mikel Schreuders                 | Nuoto                          |
| 14  | Aruba                     | Aruba                                      | Chloë Farro                      | Nuoto                          |
| 15  | Austria                   | Autriche                                   | Felix Oschmautz                  | Canoa/kayak                    |
| 15  | Austria                   | Autriche                                   | Michaela Polleres                | Judo                           |
| 16  | Azerbaigian               | Azerbaïdjan                                | Mahammad Abdullayev              | Pugilato                       |
| 16  | Azerbaigian               | Azerbaïdjan                                | Gultaj Mammadaliyeva             | Judo                           |
| 17  | Bahamas                   | Bahamas                                    | Steven Gardiner                  | Atletica leggera               |
| 17  | Bahamas                   | Bahamas                                    | Devynne Charlton                 | Atletica leggera               |
| 18  | Bahrein                   | Bahreïn                                    | Saud Ghali                       | Nuoto                          |
| 18  | Bahrein                   | Bahreïn                                    | Amani Al-Obaidli                 | Nuoto                          |
| 19  | Bangladesh                | Bangladesh                                 | Sagor Islam                      | Tiro con l'arco                |
| 19  | Bangladesh                | Bangladesh                                 | Mst Sonia Khatun                 | Nuoto                          |
| 20  | Barbados                  | Barbade                                    | Jack Kirby                       | Nuoto                          |
| 20  | Barbados                  | Barbade                                    | Sada Williams                    | Atletica leggera               |
| 21  | Belgio                    | Belgique                                   | Jérôme Guery                     | Equitazione                    |
| 21  | Belgio                    | Belgique                                   | Emma Meesseman                   | Pallacanestro                  |
| 22  | Belize                    | Belize                                     | Shaun Gill                       | Atletica leggera               |
| 23  | Benin                     | Bénin                                      | Valentin Houinato                | Judo                           |
| 23  | Benin                     | Bénin                                      | Noélie Yarigo                    | Atletica leggera               |
| 24  | Bermuda                   | Bermudes                                   | Jah-Nhai Perinchief              | Atletica leggera               |
| 24  | Bermuda                   | Bermudes                                   | Adriana Penruddocke              | Vela                           |
| 25  | Bhutan                    | Bhoutan                                    | Sangay Tenzin                    | Nuoto                          |
| 25  | Bhutan                    | Bhoutan                                    | Kinzang Lhamo                    | Atletica leggera               |
| 26  | Bolivia                   | Bolivie                                    | Héctor Garibay                   | Atletica leggera               |
| 26  | Bolivia                   | Bolivie                                    | María José Ribera                | Nuoto                          |
| 27  | Bosnia ed Erzegovina      | Bosnie-Herzégovine                         | Mesud Pezer                      | Atletica leggera               |
| 27  | Bosnia ed Erzegovina      | Bosnie-Herzégovine                         | Larisa Cerić                     | Judo                           |
| 28  | Botswana                  | Botswana                                   | Letsile Tebogo                   | Atletica leggera               |
| 28  | Botswana                  | Botswana                                   | Maxine Egner                     | Nuoto                          |
| 29  | Brasile                   | Brésil                                     | Isaquias Queiroz                 | Canoa/kayak                    |
| 29  | Brasile                   | Brésil                                     | Raquel Kochhann                  | Rugby a 7                      |
| 30  | Brunei                    | Brunéi Darussalam                          | Zeke Chan                        | Nuoto                          |
| 30  | Brunei                    | Brunéi Darussalam                          | Hayley Wong                      | Nuoto                          |
| 31  | Bulgaria                  | Bulgarie                                   | Lyubomir Epitropov               | Nuoto                          |
| 31  | Bulgaria                  | Bulgarie                                   | Stanimira Petrova                | Pugilato                       |
| 32  | Burkina Faso              | Burkina Faso                               | Hugues Fabrice Zango             | Atletica leggera               |
| 32  | Burkina Faso              | Burkina Faso                               | Marthe Koala                     | Atletica leggera               |
| 33  | Burundi                   | Burundi                                    | Belly-Cresus Ganira              | Nuoto                          |
| 33  | Burundi                   | Burundi                                    | Ange Ciella Niragira             | Judo                           |
| 34  | Capo Verde                | Cabo Verde                                 | Daniel Varela de Pina            | Pugilato                       |
| 34  | Capo Verde                | Cabo Verde                                 | Djamila Silva                    | Judo                           |
| 35  | Isole Cayman              | Îles Caïmans                               | Jordan Crooks                    | Nuoto                          |
| 35  | Isole Cayman              | Îles Caïmans                               | Charlotte Webster                | Vela                           |
| 36  | Cambogia                  | Cambodge                                   | Chhun Bunthorn                   | Atletica leggera               |
| 36  | Cambogia                  | Cambodge                                   | Apsara Sakbun                    | Nuoto                          |
| 37  | Camerun                   | Cameroun                                   | Emmanuel Eseme                   | Atletica leggera               |
| 37  | Camerun                   | Cameroun                                   | Richelle Anita Soppi Mbella      | Judo                           |
| 38  | Canada                    | Canada                                     | Andre De Grasse                  | Atletica leggera               |
| 38  | Canada                    | Canada                                     | Maude Charron                    | Sollevamento pesi              |
| 39  | Rep. Centrafricana        | République centrafricaine                  | Terence Tengue                   | Nuoto                          |
| 39  | Rep. Centrafricana        | République centrafricaine                  | Nadia Matchiko Guimendego        | Judo                           |
| 40  | Cile                      | Chili                                      | Nicolás Jarry                    | Tennis                         |
| 40  | Cile                      | Chili                                      | Antonia Abraham                  | Canottaggio                    |
| 41  | Cina                      | République populaire de Chine              | Ma Long                          | Tennistavolo                   |
| 41  | Cina                      | République populaire de Chine              | Feng Yu                          | Nuoto artistico                |
| 42  | Cipro                     | Chypre                                     | Milan Trajkovic                  | Atletica leggera               |
| 42  | Cipro                     | Chypre                                     | Elena Kulichenko                 | Atletica leggera               |
| 43  | Colombia                  | Colombie                                   | Kevin Quintero                   | Ciclismo                       |
| 43  | Colombia                  | Colombie                                   | Flor Ruiz                        | Atletica leggera               |
| 44  | Comore                    | Comores                                    | Hachim Maaroufou                 | Atletica leggera               |
| 44  | Comore                    | Comores                                    | Maesha Saadi                     | Nuoto                          |
| 45  | Rep. del Congo            | Congo                                      | Freddy Mayala                    | Nuoto                          |
| 45  | Rep. del Congo            | Congo                                      | Natacha Ngoye Akamabi            | Atletica leggera               |
| 46  | RD del Congo              | République démocratique du Congo           | Dominique Lasconi Mulamba        | Atletica leggera               |
| 46  | RD del Congo              | République démocratique du Congo           | Brigitte Mbabi                   | Pugilato                       |
| 47  | Isole Cook                | Îles Cook                                  | Alex Beddoes                     | Atletica leggera               |
| 47  | Isole Cook                | Îles Cook                                  | Lanihei Connolly                 | Nuoto                          |
| 48  | Corea del Sud             | République de Corée                        | Woo Sang-hyeok                   | Atletica leggera               |
| 48  | Corea del Sud             | République de Corée                        | Kim Seo-yeong                    | Nuoto                          |
| 49  | Costa Rica                | Costa Rica                                 | Gerald Drummond                  | Atletica leggera               |
| 49  | Costa Rica                | Costa Rica                                 | Milagro Mena                     | Ciclismo                       |
| 50  | Costa d'Avorio            | Côte d'Ivoire                              | Cheick Sallah Cissé              | Taekwondo                      |
| 50  | Costa d'Avorio            | Côte d'Ivoire                              | Marie-Josée Ta Lou               | Atletica leggera               |
| 51  | Croazia                   | Croatie                                    | Giovanni Cernogoraz              | Tiro                           |
| 51  | Croazia                   | Croatie                                    | Barbara Matić                    | Judo                           |
| 52  | Cuba                      | Cuba                                       | Julio César La Cruz              | Pugilato                       |
| 52  | Cuba                      | Cuba                                       | Idalys Ortiz                     | Judo                           |
| 53  | Danimarca                 | Danemark                                   | Niklas Landin Jacobsen           | Pallamano                      |
| 53  | Danimarca                 | Danemark                                   | Anne-Marie Rindom                | Vela                           |
| 54  | Gibuti                    | Djibouti                                   | Mohamed Ismail Ibrahim           | Atletica leggera               |
| 54  | Gibuti                    | Djibouti                                   | Samiyah Hassan Nour              | Atletica leggera               |
| 55  | Rep. Dominicana           | République dominicaine                     | Audrys Nin Reyes                 | Ginnastica                     |
| 55  | Rep. Dominicana           | République dominicaine                     | Marileidy Paulino                | Atletica leggera               |
| 56  | Dominica                  | Dominique                                  | Dennick Luke                     | Atletica leggera               |
| 56  | Dominica                  | Dominique                                  | Thea LaFond-Gadson               | Atletica leggera               |
| 57  | Egitto                    | Égypte                                     | Ahmed El-Gendy                   | Pentathlon moderno             |
| 57  | Egitto                    | Égypte                                     | Sara Ahmed                       | Sollevamento pesi              |
| 58  | El Salvador               | El Salvador                                | Uriel Canjura                    | Badminton                      |
| 58  | El Salvador               | El Salvador                                | Celina Márquez                   | Nuoto                          |
| 59  | Emirati Arabi Uniti       | Émirats arabes unis                        | Omar Al Marzouqi                 | Equitazione                    |
| 59  | Emirati Arabi Uniti       | Émirats arabes unis                        | Safia Al-Sayegh                  | Ciclismo                       |
| 60  | Ecuador                   | Équateur                                   | Julio Mendoza Loor               | Equitazione                    |
| 60  | Ecuador                   | Équateur                                   | Neisi Dajomes                    | Sollevamento pesi              |
| 61  | Eritrea                   | Érythrée                                   | Biniam Girmay                    | Ciclismo                       |
| 61  | Eritrea                   | Érythrée                                   | Christina Rach                   | Nuoto                          |
| 62  | Spagna                    | Espagne                                    | Marcus Cooper Walz               | Canoa/kayak                    |
| 62  | Spagna                    | Espagne                                    | Támara Echegoyen                 | Vela                           |
| 63  | Estonia                   | Estonie                                    | Klen Kristofer Kaljulaid         | Judo                           |
| 63  | Estonia                   | Estonie                                    | Reena Pärnat                     | Tiro con l'arco                |
| 64  | eSwatini                  | Eswatini                                   | Chadd Ng Chiu Hing Ning          | Nuoto                          |
| 64  | eSwatini                  | Eswatini                                   | Hayley Hoy                       | Nuoto                          |
| 65  | Etiopia                   | Éthiopie                                   | Misgana Wakuma                   | Atletica leggera               |
| 65  | Etiopia                   | Éthiopie                                   | Lina Alemayehu Selo              | Nuoto                          |
| 66  | Figi                      | Fidji                                      | Viliame Ratulu                   | Vela                           |
| 66  | Figi                      | Fidji                                      | Raijieli Daveua                  | Rugby a 7                      |
| 67  | Finlandia                 | Finlande                                   | Eetu Kallioinen                  | Tiro                           |
| 67  | Finlandia                 | Finlande                                   | Sinem Kurtbay                    | Vela                           |
| 68  | Gabon                     | Gabon                                      | Wissy Frank Hoye Yenda Moukoula  | Atletica leggera               |
| 68  | Gabon                     | Gabon                                      | Noelie Annette Lacour            | Nuoto                          |
| 69  | Gambia                    | Gambie                                     | Faye Njie                        | Judo                           |
| 69  | Gambia                    | Gambie                                     | Gina Mariam Bass Bittaye         | Atletica leggera               |
| 70  | Georgia                   | Géorgie                                    | Lasha T'alakhadze                | Sollevamento pesi              |
| 70  | Georgia                   | Géorgie                                    | Nino Salukvadze                  | Tiro                           |
| 71  | Ghana                     | Ghana                                      | Joseph Paul Amoah                | Atletica leggera               |
| 71  | Ghana                     | Ghana                                      | Rose Yeboah                      | Atletica leggera               |
| 72  | Gran Bretagna             | Grande-Bretagne                            | Tom Daley                        | Tuffi                          |
| 72  | Gran Bretagna             | Grande-Bretagne                            | Helen Glover                     | Canottaggio                    |
| 73  | Grenada                   | Grenade                                    | Lindon Victor                    | Atletica leggera               |
| 73  | Grenada                   | Grenade                                    | Tilly Collymore                  | Nuoto                          |
| 74  | Guam                      | Guam                                       | Joseph Green                     | Badminton                      |
| 74  | Guam                      | Guam                                       | Rckaela Aquino                   | Lotta                          |
| 75  | Guatemala                 | Guatemala                                  | Kevin Cordón                     | Badminton                      |
| 75  | Guatemala                 | Guatemala                                  | Waleska Soto                     | Tiro                           |
| 76  | Guinea                    | Guinée                                     | Naby Keïta                       | Calcio                         |
| 77  | Guinea-Bissau             | Guinée-Bissau                              | Diamantino Iuna Fafé             | Lotta                          |
| 78  | Guinea Equatoriale        | Guinée équatoriale                         | Sefora Ada Eto                   | Atletica leggera               |
| 78  | Guinea Equatoriale        | Guinée équatoriale                         | Higinio Ndong Obama              | Nuoto                          |
| 79  | Guyana                    | Guyana                                     | Emanuel Archibald                | Atletica leggera               |
| 79  | Guyana                    | Guyana                                     | Chelsea Edghill                  | Tennistavolo                   |
| 80  | Haiti                     | Haïti                                      | Phillipe Abel Metellus           | Judo                           |
| 81  | Honduras                  | Honduras                                   | Kevin Mejía                      | Lotta                          |
| 81  | Honduras                  | Honduras                                   | Julimar Ávila                    | Nuoto                          |
| 82  | Hong Kong                 | Hong Kong, Chine                           | Cheung Ka Long                   | Scherma                        |
| 82  | Hong Kong                 | Hong Kong, Chine                           | Siobhán Haughey                  | Nuoto                          |
| 83  | Ungheria                  | Hongrie                                    | Krisztián Tóth                   | Judo                           |
| 83  | Ungheria                  | Hongrie                                    | Blanka Bíró                      | Pallamano                      |
| 84  | India                     | Inde                                       | Sharath Kamal                    | Tennistavolo                   |
| 84  | India                     | Inde                                       | P. V. Sindhu                     | Badminton                      |
| 85  | Indonesia                 | Indonésie                                  | Maryam March Maharani            | Judo                           |
| 86  | Iran                      | République islamique d'Iran                | Mahdi Olfati                     | Ginnastica                     |
| 86  | Iran                      | République islamique d'Iran                | Neda Shahsavari                  | Tennistavolo                   |
| 87  | Iraq                      | Iraq                                       | Ali Ammar Yusur Rubaiawi         | Sollevamento pesi              |
| 88  | Irlanda                   | Irlande                                    | Shane Lowry                      | Golf                           |
| 88  | Irlanda                   | Irlande                                    | Sarah Lavin                      | Atletica leggera               |
| 89  | Islanda                   | Islande                                    | Hákon Svavarsson                 | Tiro                           |
| 89  | Islanda                   | Islande                                    | Edda Hannesdóttir                | Triathlon                      |
| 90  | Israele                   | Israël                                     | Peter Paltchik                   | Judo                           |
| 90  | Israele                   | Israël                                     | Andrea Murez                     | Nuoto                          |
| 91  | Italia                    | Italie                                     | Gianmarco Tamberi                | Atletica leggera               |
| 91  | Italia                    | Italie                                     | Arianna Errigo                   | Scherma                        |
| 92  | Giamaica                  | Jamaïque                                   | Josh Kirlew                      | Nuoto                          |
| 92  | Giamaica                  | Jamaïque                                   | Shanieka Ricketts                | Atletica leggera               |
| 93  | Giappone                  | Japon                                      | Shigeyuki Nakarai                | Break dance                    |
| 93  | Giappone                  | Japon                                      | Misaki Emura                     | Scherma                        |
| 94  | Giordania                 | Jordanie                                   | Saleh Al-Sharabaty               | Taekwondo                      |
| 94  | Giordania                 | Jordanie                                   | Rama Abu Al-Rub                  | Taekwondo                      |
| 95  | Kazakistan                | Kazakhstan                                 | Aslanbek Shymbergenov            | Pugilato                       |
| 95  | Kazakistan                | Kazakhstan                                 | Olga Safronova                   | Atletica leggera               |
| 96  | Kenya                     | Kenya                                      | Ferdinand Omanyala               | Atletica leggera               |
| 96  | Kenya                     | Kenya                                      | Triza Atuka                      | Pallavolo                      |
| 97  | Kirghizistan              | Kirghizistan                               | Erlan Sherov                     | Judo                           |
| 98  | Kiribati                  | Kiribati                                   | Kaimauri Erati                   | Sollevamento pesi              |
| 98  | Kiribati                  | Kiribati                                   | Nera Tiebwa                      | Judo                           |
| 99  | Kosovo                    | Kosovo                                     | Nora Gjakova                     | Judo                           |
| 99  | Kosovo                    | Kosovo                                     | Akil Gjakova                     | Judo                           |
| 100 | Kuwait                    | Koweït                                     | Youssef Al-Shamlan               | Scherma                        |
| 100 | Kuwait                    | Koweït                                     | Saud Al-Faqaan                   | Canottaggio                    |
| 101 | Laos                      | République démocratique populaire lao      | Steven Insixiengmay              | Nuoto                          |
| 101 | Laos                      | République démocratique populaire lao      | Silina Pha Aphay                 | Atletica leggera               |
| 102 | Lesotho                   | Lesotho                                    | Tebello Ramakongoana             | Atletica leggera               |
| 102 | Lesotho                   | Lesotho                                    | Michelle Tau                     | Taekwondo                      |
| 103 | Lettonia                  | Lettonie                                   | Nauris Miezis                    | Pallacanestro                  |
| 103 | Lettonia                  | Lettonie                                   | Tīna Graudiņa                    | Beach volley                   |
| 104 | Libano                    | Liban                                      | Simon Doueihy                    | Nuoto                          |
| 104 | Libano                    | Liban                                      | Laetitia Aoun                    | Taekwondo                      |
| 105 | Liberia                   | Libéria                                    | Emmanuel Matadi                  | Atletica leggera               |
| 105 | Liberia                   | Libéria                                    | Thelma Davies                    | Atletica leggera               |
| 106 | Libia                     | Libye                                      | Mohammed bin Dallah              | Tiro                           |
| 106 | Libia                     | Libye                                      | Mek Almukhtar                    | Nuoto                          |
| 107 | Liechtenstein             | Liechtenstein                              | Romano Püntener                  | Ciclismo                       |
| 108 | Lituania                  | Lituanie                                   | Justina Vanagaitė                | Equitazione                    |
| 108 | Lituania                  | Lituanie                                   | Rytis Jasiūnas                   | Vela                           |
| 109 | Lussemburgo               | Luxembourg                                 | Bob Bertemes                     | Atletica leggera               |
| 109 | Lussemburgo               | Luxembourg                                 | Ni Xia Lian                      | Tennistavolo                   |
| 110 | Macedonia del Nord        | Macédoine du Nord                          | Dario Ivanovski                  | Atletica leggera               |
| 110 | Macedonia del Nord        | Macédoine du Nord                          | Miljana Reljiḱ                   | Taekwondo                      |
| 111 | Madagascar                | Madagascar                                 | Rosina Randafiarison             | Sollevamento pesi              |
| 112 | Malaysia                  | Malaisie                                   | Bertrand Rhodict Lises           | Tuffi                          |
| 112 | Malaysia                  | Malaisie                                   | Nur Shazrin Mohd Latif           | Vela                           |
| 113 | Malawi                    | Malawi                                     | Filipe Gomes                     | Nuoto                          |
| 113 | Malawi                    | Malawi                                     | Asimenye Simwaka                 | Atletica leggera               |
| 114 | Maldive                   | Maldives                                   | Ibadulla Adam                    | Atletica leggera               |
| 114 | Maldive                   | Maldives                                   | Fathimath Dheema Ali             | Tennistavolo                   |
| 115 | Mali                      | Mali                                       | Alexien Kouma                    | Nuoto                          |
| 115 | Mali                      | Mali                                       | Marine Fatoumata Camara          | Pugilato                       |
| 116 | Malta                     | Malte                                      | Gianluca Chetcuti                | Tiro                           |
| 116 | Malta                     | Malte                                      | Sasha Gatt                       | Nuoto                          |
| 117 | Marocco                   | Maroc                                      | Yessin Rahmouni                  | Equitazione                    |
| 117 | Marocco                   | Maroc                                      | Ines Laklalech                   | Golf                           |
| 118 | Isole Marshall            | Îles Marshall                              | William Reed                     | Atletica leggera               |
| 118 | Isole Marshall            | Îles Marshall                              | Mathlynn Sasser                  | Sollevamento pesi              |
| 119 | Mauritius                 | Maurice                                    | Jean Gaël Laurent L'Entete       | Triathlon                      |
| 119 | Mauritius                 | Maurice                                    | Aurelie Halbwachs                | Ciclismo                       |
| 120 | Mauritania                | Mauritanie                                 | Camil Doua                       | Nuoto                          |
| 121 | Messico                   | Mexique                                    | Emiliano Hernández               | Pentathlon moderno             |
| 121 | Messico                   | Mexique                                    | Alejandra Orozco                 | Tuffi                          |
| 122 | Micronesia                | États fédérés de Micronésie                | Tasi Limtiaco                    | Nuoto                          |
| 122 | Micronesia                | États fédérés de Micronésie                | Kestra Kihleng                   | Nuoto                          |
| 123 | Moldavia                  | République de Moldova                      | Dan Olaru                        | Tiro con l'arco                |
| 123 | Moldavia                  | République de Moldova                      | Alexandra Mîrca                  | Tiro con l'arco                |
| 124 | Monaco                    | Monaco                                     | Théo Druenne                     | Nuoto                          |
| 124 | Monaco                    | Monaco                                     | Lisa Pou                         | Nuoto                          |
| 125 | Mongolia                  | Mongolie                                   | Bat-Ochiryn Ser-Od               | Atletica leggera               |
| 125 | Mongolia                  | Mongolie                                   | Oyuntsetseg Yesügen              | Pugilato                       |
| 126 | Montenegro                | Monténégro                                 | Milivoj Dukić                    | Vela                           |
| 126 | Montenegro                | Monténégro                                 | Danka Kovinić                    | Tennis                         |
| 127 | Mozambico                 | Mozambique                                 | Matthew Lawrence                 | Nuoto                          |
| 127 | Mozambico                 | Mozambique                                 | Alcinda Panguana                 | Pugilato                       |
| 128 | Birmania                  | Myanmar                                    | Phone Pyae Han                   | Nuoto                          |
| 128 | Birmania                  | Myanmar                                    | Thet Htar Thuzar                 | Badminton                      |
| 129 | Namibia                   | Namibie                                    | Alexander Miller                 | Ciclismo                       |
| 129 | Namibia                   | Namibie                                    | Vera Looser                      | Ciclismo                       |
| 130 | Nauru                     | Nauru                                      | Winzar Kakiouea                  | Atletica leggera               |
| 131 | Nepal                     | Népal                                      | Santu Shrestha                   | Tennistavolo                   |
| 131 | Nepal                     | Népal                                      | Manita Shrestha Pradhan          | Judo                           |
| 132 | Nicaragua                 | Nicaragua                                  | Gerald Hernández                 | Nuoto                          |
| 132 | Nicaragua                 | Nicaragua                                  | Izayana Marenco                  | Judo                           |
| 133 | Niger                     | Niger                                      | Abdoul Razak Issoufou            | Taekwondo                      |
| 133 | Niger                     | Niger                                      | Samira Awali Boubacar            | Atletica leggera               |
| 134 | Nigeria                   | Nigéria                                    | Tobi Amusan                      | Atletica leggera               |
| 134 | Nigeria                   | Nigéria                                    | Anuoluwapo Juwon Opeyori         | Badminton                      |
| 135 | Norvegia                  | Norvège                                    | Christian Sørum                  | Beach volley                   |
| 135 | Norvegia                  | Norvège                                    | Katrine Lunde                    | Pallamano                      |
| 136 | Nuova Zelanda             | Nouvelle-Zélande                           | Aaron Gate                       | Cislismo                       |
| 136 | Nuova Zelanda             | Nouvelle-Zélande                           | Jo Aleh                          | Vela                           |
| 137 | Oman                      | Oman                                       | Ali Anwar Al-Balushi             | Atletica leggera               |
| 137 | Oman                      | Oman                                       | Mazoon Al-Alawi                  | Atletica leggera               |
| 138 | Uganda                    | Ouganda                                    | Charles Kagimu                   | Ciclismo                       |
| 138 | Uganda                    | Ouganda                                    | Gloria Muzito                    | Nuoto                          |
| 139 | Uzbekistan                | Ouzbékistan                                | Abdumalik Khalokov               | Pugilato                       |
| 139 | Uzbekistan                | Ouzbékistan                                | Zaynab Dayibekova                | Scherma                        |
| 140 | Pakistan                  | Pakistan                                   | Arshad Nadeem                    | Atletica leggera               |
| 140 | Pakistan                  | Pakistan                                   | Jehanara Nabi                    | Nuoto                          |
| 141 | Palau                     | Palaos                                     | Jion Hosei                       | Nuoto                          |
| 141 | Palau                     | Palaos                                     | Sydney Francisco                 | Atletica leggera               |
| 142 | Palestina                 | Palestine                                  | Wasim Abusal                     | Pugilato                       |
| 142 | Palestina                 | Palestine                                  | Valerie Tarazi                   | Nuoto                          |
| 143 | Panama                    | Panama                                     | Franklin Archibold               | Ciclismo                       |
| 143 | Panama                    | Panama                                     | Hillary Heron                    | Ginnastica                     |
| 144 | Papua Nuova Guinea        | Papouasie-Nouvelle-Guinée                  | Gibson Mara                      | Taekwondo                      |
| 144 | Papua Nuova Guinea        | Papouasie-Nouvelle-Guinée                  | Georgia-Leigh Vele               | Nuoto                          |
| 145 | Paraguay                  | Paraguay                                   | Fabrizio Zanotti                 | Golf                           |
| 145 | Paraguay                  | Paraguay                                   | Alejandra Alonso                 | Canottaggio                    |
| 146 | Paesi Bassi               | Pays-Bas                                   | Worthy de Jong                   | Pallacanestro                  |
| 146 | Paesi Bassi               | Pays-Bas                                   | Lois Abbingh                     | Pallamano                      |
| 147 | Perù                      | Pérou                                      | Juan Postigos                    | Judo                           |
| 147 | Perù                      | Pérou                                      | María Luisa Doig                 | Scherma                        |
| 148 | Filippine                 | Philippines                                | Carlo Paalam                     | Pugilato                       |
| 148 | Filippine                 | Philippines                                | Nesthy Petecio                   | Pugilato                       |
| 149 | Polonia                   | Pologne                                    | Przemysław Zamojski              | Pallacanestro                  |
| 149 | Polonia                   | Pologne                                    | Anita Włodarczyk                 | Atletica leggera               |
| 150 | Porto Rico                | Porto Rico                                 | Sebastian Rivera                 | Lotta                          |
| 150 | Porto Rico                | Porto Rico                                 | Jasmine Camacho-Quinn            | Atletica leggera               |
| 151 | Portogallo                | Portugal                                   | Fernando Pimenta                 | Canoa/kayak                    |
| 151 | Portogallo                | Portugal                                   | Ana Cabecinha                    | Atletica leggera               |
| 152 | Qatar                     | Qatar                                      | Mutaz Essa Barshim               | Atletica leggera               |
| 152 | Qatar                     | Qatar                                      | Shahad Mohamed                   | Atletica leggera               |
| 153 | Corea del Nord            | République populaire démocratique de Corée | Im Yong-myong                    | Tuffi                          |
| 153 | Corea del Nord            | République populaire démocratique de Corée | Mun Song-hui                     | Judo                           |
| 154 | Romania                   | Roumanie                                   | Marius Cozmiuc                   | Canottaggio                    |
| 154 | Romania                   | Roumanie                                   | Ionela Cozmiuc                   | Canottaggio                    |
| 155 | Ruanda                    | Rwanda                                     | Eric Manizabayo                  | Ciclismo                       |
| 155 | Ruanda                    | Rwanda                                     | Clementine Mukandanga            | Atletica leggera               |
| 156 | Saint Kitts e Nevis       | Saint-Kitts-et-Nevis                       | Naquille Harris                  | Atletica leggera               |
| 156 | Saint Kitts e Nevis       | Saint-Kitts-et-Nevis                       | Zahria Allers-Liburd             | Atletica leggera               |
| 157 | Saint Lucia               | Sainte-Lucie                               | Michael Joseph                   | Atletica leggera               |
| 158 | San Marino                | Saint-Marin                                | Loris Bianchi                    | Nuoto                          |
| 158 | San Marino                | Saint-Marin                                | Alessandra Gasparelli            | Atletica leggera               |
| 159 | Saint Vincent e Grenadine | Saint-Vincent-et-les-Grenadines            | Alex Joachim                     | Nuoto                          |
| 159 | Saint Vincent e Grenadine | Saint-Vincent-et-les-Grenadines            | Shafiqua Maloney                 | Atletica leggera               |
| 160 | Isole Salomone            | Îles Salomon                               | Sharon Firisua                   | Atletica leggera               |
| 160 | Isole Salomone            | Îles Salomon                               | Isabelle Miller                  | Nuoto                          |
| 161 | Samoa                     | Samoa                                      | Don Opeloge                      | Sollevamento pesi              |
| 162 | Samoa Americane           | Samoa américaines                          | Micah Masei                      | Nuoto                          |
| 162 | Samoa Americane           | Samoa américaines                          | Filomenaleonisa Iakopo           | Atletica leggera               |
| 163 | São Tomé e Príncipe       | Sao Tomé-et-Principe                       | Roldeney de Oliveira             | Judo                           |
| 163 | São Tomé e Príncipe       | Sao Tomé-et-Principe                       | Gorete Semedo                    | Atletica leggera               |
| 164 | Senegal                   | Sénégal                                    | Louis François Mendy             | Atletica leggera               |
| 164 | Senegal                   | Sénégal                                    | Combe Seck                       | Canoa/kayak                    |
| 165 | Serbia                    | Serbie                                     | Dušan Mandić                     | Pallanuoto                     |
| 165 | Serbia                    | Serbie                                     | Maja Ognjenović                  | Pallavolo                      |
| 166 | Seychelles                | Seychelles                                 | Dylan Sicobo                     | Atletica leggera               |
| 166 | Seychelles                | Seychelles                                 | Khema Elizabeth                  | Nuoto                          |
| 167 | Sierra Leone              | Sierra Leone                               | Joshua Wyse                      | Nuoto                          |
| 167 | Sierra Leone              | Sierra Leone                               | Mariama Koroma                   | Judo                           |
| 168 | Singapore                 | Singapour                                  | Ryan Lo                          | Vela                           |
| 168 | Singapore                 | Singapour                                  | Shanti Pereira                   | Atletica leggera               |
| 169 | Slovacchia                | Slovaquie                                  | Jakub Grigar                     | Canoa/kayak                    |
| 169 | Slovacchia                | Slovaquie                                  | Zuzana Paňková                   | Canoa/kayak                    |
| 170 | Slovenia                  | Slovénie                                   | Benjamin Savšek                  | Canoa/kayak                    |
| 170 | Slovenia                  | Slovénie                                   | Ana Gros                         | Pallamano                      |
| 171 | Somalia                   | Somalie                                    | Ali Idow Hassan                  | Atletica leggera               |
| 172 | Sudan                     | Soudan                                     | Yaseen Abdalla                   | Atletica leggera               |
| 172 | Sudan                     | Soudan                                     | Rana Saadeldin                   | Nuoto                          |
| 173 | Sudan del Sud             | Soudan du Sud                              | Kuany Kuany                      | Pallacanestro                  |
| 173 | Sudan del Sud             | Soudan du Sud                              | Lucia Moris                      | Atletica leggera               |
| 174 | Sri Lanka                 | Sri Lanka                                  | Viren Nettasinghe                | Badminton                      |
| 174 | Sri Lanka                 | Sri Lanka                                  | Dilhani Lekamge                  | Atletica leggera               |
| 175 | Svezia                    | Suède                                      | Peder Fredricson                 | Equitazione                    |
| 175 | Svezia                    | Suède                                      | Josefin Olsson                   | Vela                           |
| 176 | Svizzera                  | Suisse                                     | Nino Schurter                    | Ciclismo                       |
| 176 | Svizzera                  | Suisse                                     | Nina Christen                    | Tiro                           |
| 177 | Suriname                  | Suriname                                   | Irvin Hoost                      | Nuoto                          |
| 178 | Siria                     | République arabe syrienne                  | Amre Hamcho                      | Equitazione                    |
| 179 | Tagikistan                | Tadjikistan                                | Temur Rakhimov                   | Judo                           |
| 180 | Taipei cinese             | Chinese Taipei                             | Sun Chen                         | Break dance                    |
| 180 | Taipei cinese             | Chinese Taipei                             | Tai Tzu-ying                     | Badminton                      |
| 181 | Tanzania                  | République-Unie de Tanzanie                | Andrew Thomas Mlugu              | Judo                           |
| 181 | Tanzania                  | République-Unie de Tanzanie                | Sophia Latiff                    | Nuoto                          |
| 182 | Ciad                      | Tchad                                      | Israel Madaye                    | Tiro con l'arco                |
| 182 | Ciad                      | Tchad                                      | Demos Memneloum                  | Judo                           |
| 183 | Rep. Ceca                 | République tchèque                         | Lukáš Krpálek                    | Judo                           |
| 183 | Rep. Ceca                 | République tchèque                         | Marie Horáčková                  | Tiro con l'arco                |
| 184 | Thailandia                | Thaïlande                                  | Puripol Boonson                  | Atletica leggera               |
| 184 | Thailandia                | Thaïlande                                  | Vareeraya Sukasem                | Skateboard                     |
| 185 | Timor Est                 | République démocratique du Timor-Leste     | Jolanio Guterres                 | Nuoto                          |
| 185 | Timor Est                 | République démocratique du Timor-Leste     | Ana da Costa da Silva Pinto Belo | Taekwondo                      |
| 186 | Togo                      | Togo                                       | Akoko Komlanvi                   | Canottaggio                    |
| 187 | Tonga                     | Tonga                                      | Alan Uhi                         | Nuoto                          |
| 187 | Tonga                     | Tonga                                      | Feofaaki Epenisa                 | Pugilato                       |
| 188 | Trinidad e Tobago         | Trinité-et-Tobago                          | Dylan Carter                     | Nuoto                          |
| 188 | Trinidad e Tobago         | Trinité-et-Tobago                          | Michelle-Lee Ahye                | Atletica leggera               |
| 189 | Tunisia                   | Tunisie                                    | Salim Jemai                      | Canoa kayak                    |
| 189 | Tunisia                   | Tunisie                                    | Khadija Krimi                    | Canottaggio                    |
| 190 | Turchia                   | Türkiye                                    | Mete Gazoz                       | Tiro con l'arco                |
| 190 | Turchia                   | Türkiye                                    | Busenaz Sürmeneli                | Pugilato                       |
| 191 | Turkmenistan              | Turkménistan                               | Serdar Rahimov                   | Judo                           |
| 191 | Turkmenistan              | Turkménistan                               | Maysa Pardayeva                  | Judo                           |
| 192 | Tuvalu                    | Tuvalu                                     | Karalo Maibuca                   | Atletica leggera               |
| 193 | Ucraina                   | Ukraine                                    | Mykhailo Romanchuk               | Nuoto                          |
| 193 | Ucraina                   | Ukraine                                    | Elina Svitolina                  | Tennis                         |
| 194 | Uruguay                   | Uruguay                                    | Emiliano Lasa                    | Atletica leggera               |
| 194 | Uruguay                   | Uruguay                                    | María Sara Grippoli              | Taekwondo                      |
| 195 | Vanuatu                   | Vanuatu                                    | Hugo Cumbo                       | Judo                           |
| 195 | Vanuatu                   | Vanuatu                                    | Priscilla Tommy                  | Tennistavolo                   |
| 196 | Venezuela                 | Venezuela                                  | Julio Mayora                     | Sollevamento pesi              |
| 196 | Venezuela                 | Venezuela                                  | Yulimar Rojas                    | Atletica leggera (non in gara) |
| 197 | Isole Vergini Americane   | Îles Vierges américaines                   | Kruz Schembri                    | Scherma                        |
| 197 | Isole Vergini Americane   | Îles Vierges américaines                   | Natalia Kuipers                  | Nuoto                          |
| 198 | Isole Vergini Britanniche | Îles Vierges britanniques                  | Thad Lettsome                    | Vela                           |
| 198 | Isole Vergini Britanniche | Îles Vierges britanniques                  | Adaejah Hodge                    | Atletica leggera               |
| 199 | Vietnam                   | Viêt-Nam                                   | Lê Đức Phát                      | Badminton                      |
| 199 | Vietnam                   | Viêt-Nam                                   | Nguyễn Thị Thật                  | Ciclismo                       |
| 200 | Yemen                     | Yémen                                      | Samer Al-Yafaee                  | Atletica leggera               |
| 201 | Zambia                    | Zambie                                     | Muzala Samukonga                 | Atletica leggera               |
| 201 | Zambia                    | Zambie                                     | Margaret Tembo                   | Pugilato                       |
| 202 | Zimbabwe                  | Zimbabwe                                   | Makanakaishe Charamba            | Atletica leggera               |
| 202 | Zimbabwe                  | Zimbabwe                                   | Paige van der Westhuizen         | Nuoto                          |
| 203 | Australia                 | Australie                                  | Eddie Ockenden                   | Hockey su prato                |
| 203 | Australia                 | Australie                                  | Jessica Fox                      | Canoa/kayak                    |
| 204 | Stati Uniti               | États-Unis d'Amérique                      | LeBron James                     | Pallacanestro                  |
| 204 | Stati Uniti               | États-Unis d'Amérique                      | Coco Gauff                       | Tennis                         |
| 205 | Francia                   | France                                     | Florent Manaudou                 | Nuoto                          |
| 205 | Francia                   | France                                     | Mélina Robert-Michon             | Atletica leggera               |

## Autorità presenti

### Paese ospitante:Francia
- Emmanuel Macron, Presidente della Repubblica francese
- Brigitte Macron, Première dame
- Gabriel Attal, Primo ministro della Francia
- François Hollande, Presidente della Repubblica emerito
- Tony Estanguet, Presidente del comitato organizzatore dei Giochi olimpici e paralimpici di Parigi 2024
- Anne Hidalgo, Sindaca di Parigi
- David Lappartient, Presidente del Comitato Nazionale Olimpico e Sportivo Francese e dell'Unione Ciclistica Internazionale

### Comitato Olimpico Internazionale
Membri del Comitato Olimpico Internazionale e del Movimento olimpico:
- Thomas Bach, presidente del Comitato Olimpico Internazionale
- Spyros Capralos, presidente dell'associazione dei Comitati Olimpici Europei
- Gianni Infantino, presidente della FIFA

### Leader e rappresentanti stranieri
- Edi Rama, Primo ministro dell'Albania
- Xavier Espot Zamora, Capo del Governo di Andorra
- Javier Milei, Presidente dell'Argentina
- Vahagn Khachaturyan, Presidente dell'Armenia
- Anika Wells, Ministro dello Sport dell'Australia (in rappresentanza di Sam Mostyn, Governatrice generale dell'Australia)
- Karl Nehammer, Cancelliere federale dell'Austria
- Re Filippo del Belgio e regina Mathilde d'Udekem d'Acoz
- Alexander De Croo, Primo ministro del Belgio
- Jigyel Ugyen Wangchuck, principe ereditario del Bhutan
- Denis Bećirović, presidente della Presidenza della Bosnia ed Erzegovina
- Rosângela Lula da Silva, Primeira-dama del Brasile (in rappresentanza di Luiz Inácio Lula da Silva, Presidente del Brasile)
- André Fufuca, Ministro dello Sport del Brasile
- Rumen Radev, Presidente della Repubblica di Bulgaria
- José Maria Neves, Presidente di Capo Verde
- Paul Biya, Presidente del Camerun
- Carla Qualtrough, Ministro dello Sport del Canada (in rappresentanza del Governo del Canada)
- Faustin-Archange Touadéra, Presidente della Repubblica Centrafricana
- Jaime Pizarro, Ministro dello Sport del Cile (in rappresentanza di Gabriel Boric, Presidente del Cile)
- Han Zheng, Vicepresidente della Repubblica Popolare Cinese (in rappresentanza di Xi Jinping, Presidente della Repubblica Popolare Cinese)
- Gustavo Petro, Presidente della Colombia
- Azali Assoumani, Presidente delle Comore
- Andrej Plenković, Presidente del Governo della Repubblica di Croazia
- Kolinda Grabar-Kitarović, Presidente emerito della Croazia
- Nikos Christodoulides, Presidente della Repubblica di Cipro
- Petr Fiala, Presidente del Governo della Repubblica Ceca
- Re Federico X di Danimarca e regina consorte Mary Donaldson
- Ismail Omar Guelleh, Presidente di Gibuti
- Alar Karis, Presidente della Repubblica dell'Estonia
- Wiliame Katonivere, Presidente delle Figi
- Alexander Stubb, Presidente della Repubblica finlandese
- Brice Clotaire Oligui Nguema, Presidente del Gabon
- Salomé Zourabichvili, Presidente della Georgia
- Irak'li K'obakhidze, Primo ministro della Georgia
- Olaf Scholz, Cancelliere federale della Germania
- Kyriakos Mitsotakis, Primo ministro della Grecia
- Bah Oury, Primo ministro della Guinea
- Umaro Sissoco Embaló, Presidente della Guinea-Bissau
- Kevin Yeung, Segretario per la Cultura, lo Sport e il Turismo di Hong Kong
- Tamás Sulyok, Presidente dell'Ungheria
- Bjarni Benediktsson, Primo ministro dell'Islanda
- Prabowo Subianto, Ministro della Difesa e Presidente eletto dell'Indonesia
- Erick Thohir, Ministro per gli Affari economici dell'Indonesia, presidente della Federazione calcistica dell'Indonesia e membro del Comitato Olimpico Internazionale
- Abdul Latif Rashid, Presidente dell'Iraq
- Nêçîrvan Barzanî, Presidente del Kurdistan iracheno
- Simon Harris, Taoiseach della Repubblica d'Irlanda
- Isaac Herzog, Presidente di Israele
- Sergio Mattarella, Presidente della Repubblica Italiana
- Robert Beugré Mambé, Primo ministro della Costa d'Avorio
- Yuko Kishida, consorte del Primo ministro del Giappone (in rappresentanza dell'imperatore Naruhito e del Primo ministro Fumio Kishida)
- Faysal bin al-Husayn, principe di Giordania
- Vjosa Osmani, Presidente della Repubblica del Kosovo
- Albin Kurti, Primo ministro del Kosovo
- Sadyr Japarov, Presidente del Kirghizistan
- Edgars Rinkēvičs, Presidente della Repubblica di Lettonia
- Najib Mikati, Primo ministro del Libano
- Mohamed al-Menfi, Presidente del Consiglio Presidenziale della Libia
- Nora del Liechtenstein, principessa del Liechtenstein
- Daniel Risch, Primo ministro del Liechtenstein
- Gitanas Nausėda, Presidente della Lituania
- Enrico di Lussemburgo, granduca del Lussemburgo, e María Teresa Mestre, granduchessa consorte del Lussemburgo
- Luc Frieden, Primo ministro del Lussemburgo
- Andry Rajoelina, Presidente del Madagascar
- Hussain Mohamed Latheef, vicepresidente delle Maldive
- Robert Abela, Primo ministro di Malta
- Mohamed Ould Ghazouani, Presidente della Mauritania
- Jesús María Tarriba, first gentlemen designato del Messico (in rappresentanza di Claudia Sheinbaum, Presidente eletta del Messico)
- Maia Sandu, Presidente della Moldavia
- principe Alberto II di Monaco e Charlène, principessa di Monaco
- Ukhnaagiin Khürelsükh, Presidente della Mongolia
- Jakov Milatović, Presidente del Montenegro
- Milojko Spajić, Primo ministro del Montenegro
- Aziz Akhannouch, Capo del Governo del Marocco (in rappresentanza di re Muhammad VI del Marocco)
- re Willem-Alexander dei Paesi Bassi e regina consorte Máxima, con Caterina Amalia e Alexia, principesse dei Paesi Bassi
- Dick Schoof, Ministro-presidente dei Paesi Bassi
- Cindy Kiro, Governatrice generale della Nuova Zelanda
- Abdoulaye Mohamadou, Ministro dello Sport del Niger
- Basil bin Ahmed al Rawas, Sottosegretario del Ministro della Cultura, Sport e Giovani dell'Oman
- Santiago Peña, Presidente del Paraguay
- Andrzej Duda, Presidente della Repubblica di Polonia
- Marcelo Rebelo de Sousa, Presidente della Repubblica portoghese
- Tamim bin Hamad Al Thani, emiro del Qatar
- Klaus Iohannis, Presidente della Romania
- Paul Kagame, Presidente della Repubblica del Ruanda
- Patrice Trovoada, Primo ministro di São Tomé e Príncipe
- principessa Reema bint Bandar Al Sa'ud dell'Arabia Saudita
- Bassirou Diomaye Faye, Presidente della Repubblica del Senegal
- Aleksandar Vučić, Presidente della Repubblica di Serbia
- Julius Maada Bio, Presidente della Repubblica della Sierra Leone
- Tharman Shanmugaratnam, Presidente della Repubblica di Singapore
- Peter Pellegrini, Presidente della Repubblica Slovacca
- Nataša Pirc Musar, Presidente della Repubblica di Slovenia
- Robert Golob, Primo ministro della Slovenia
- Gayton McKenzie, Ministro dello Sport, dell'Arte e della Cultura del Sudafrica
- re Filippo e regina Letizia di Spagna
- Viola Amherd, Presidente della Confederazione svizzera
- Matviy Bidnyi, Ministro dello Sport dell'Ucraina (in rappresentanza di Volodymyr Zelens'kyj, Presidente dell'Ucraina)
- Keir Starmer, Primo ministro del Regno Unito
- Jill Biden, first lady degli Stati Uniti d'America (in rappresentanza di Joe Biden, Presidente degli Stati Uniti d'America)
- Karen Bass, sindaca di Los Angeles (città che ospiterà i Giochi della XXXIV Olimpiade)
- Jennifer Siebel Newsom, first lady della California (Stato che ospiterà i Giochi della XXXIV Olimpiade)
- Nguyễn Văn Hùng, Ministro della Cultura, dello Sport e del Turismo del Vietnam (in rappresentanza di Tô Lâm, Presidente della Repubblica Socialista del Vietnam)

### Rappresentanti di organizzazioni internazionali
- António Guterres, Segretario generale delle Nazioni Unite
- Audrey Azoulay, direttrice generale dell'UNESCO
- Charles Michel, Presidente del Consiglio europeo
- Ursula von der Leyen, Presidente della Commissione europea
- Christine Lagarde, Presidente della Banca centrale europea
- Jens Stoltenberg, Segretario generale della NATO
- Gilbert Houngbo, direttore generale dell'Organizzazione internazionale del lavoro

## Accoglienza
I pareri sono stati molto discordi sull'evento. Se da una parte sono state accolte positivamente le esibizioni musicali dei Gojira, di Aya Nakamura e di Céline Dion, secondo molti opinionisti le scelte fastose del comitato artistico hanno finito per oscurare gli atleti. Andrew Keh sul sito del New York Times ha definito la cerimonia «un capolavoro di storia e di sorpresa, di kitsch e di sport, di arte e di moda», mentre sul Guardian si è paragonata l'apertura dei Giochi a «un abito eterogeneo messo insieme». Su Time Judy Berman ha parlato di una cerimonia «a tratti strana, selvaggiamente ambiziosa, in definitiva meravigliosa ed estremamente francese», elogiando i momenti che hanno ripercorso in modo ironico la storia francese. Generalmente positiva è stata l'accoglienza dei principali media francesi: i giornalisti di Le Monde hanno parlato di uno «spettacolo da sogno» che ha messo in mostra un paese inclusivo e non timoroso delle polemiche, mentre Libération ha apprezzato la cerimonia poiché «intrisa di inclusività e autoironia». In Italia, Aldo Cazzullo ha elogiato la cerimonia, parlando di una performance d’arte contemporanea.
Il segmento maggiormente criticato è stato quello denominato Festivité: una reinterpretazione queer del mito greco di Dioniso, che è stata erroneamente scambiata per l'Ultima Cena e ha suscitato reazioni polemiche e una dura condanna da parte di politici conservatori e vescovi cattolici. Inoltre, diverse emittenti, come la statunitense NBC, hanno deciso di censurare le scene di nudo del cantante Philippe Katerine nel ruolo di Dioniso.